# Semiothisa bilineata
Semiothisa bilineata là một loài bướm đêm trong họ Geometridae.